# Einar Berntsen
Einar Berntsen (ur. 20 listopada 1891 w Tønsbergu, zm. 1 lutego 1965 w Nøtterøy) – norweski żeglarz, olimpijczyk, zdobywca brązowego medalu w regatach na Letnich Igrzyskach Olimpijskich 1920 w Antwerpii.
Na Letnich Igrzyskach Olimpijskich 1920 zdobył brąz w żeglarskiej klasie 6 metrów (formuła 1907). Załogę jachtu Stella tworzyli również Henrik Agersborg i Trygve Pedersen.